# Fistularia
Fistularia – rodzaj morskich ryb z rodziny fistulkowatych (Fistulariidae). W literaturze występują pod nazwą fistulki, a dawniej piszczałki.

## Klasyfikacja
Gatunki zaliczane do tego rodzaju:
- Fistularia commersonii
- Fistularia corneta
- Fistularia petimba – fistulka czerwonawa[5]
- Fistularia tabacaria – fistulka[6]

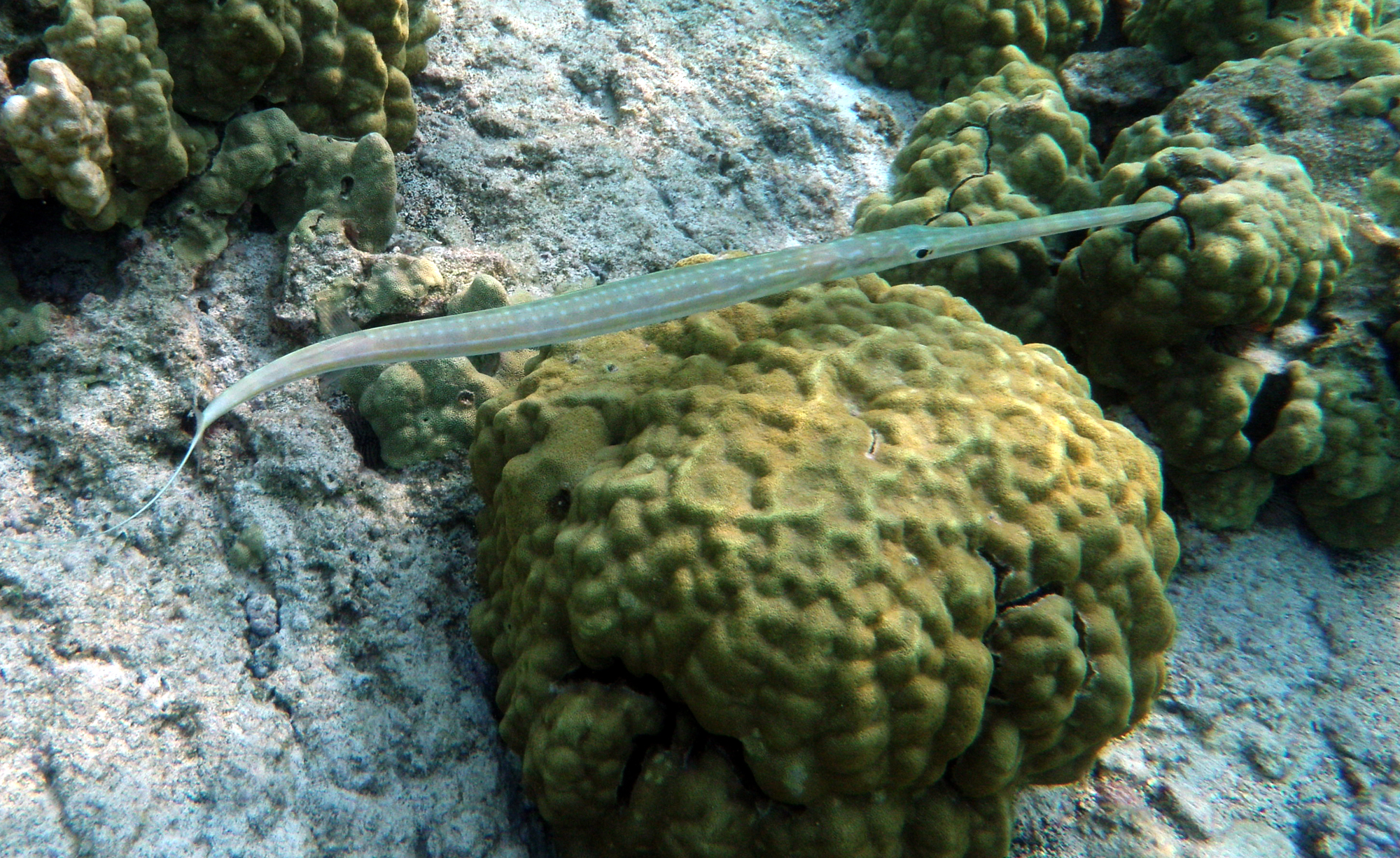
Fistularia commersonii
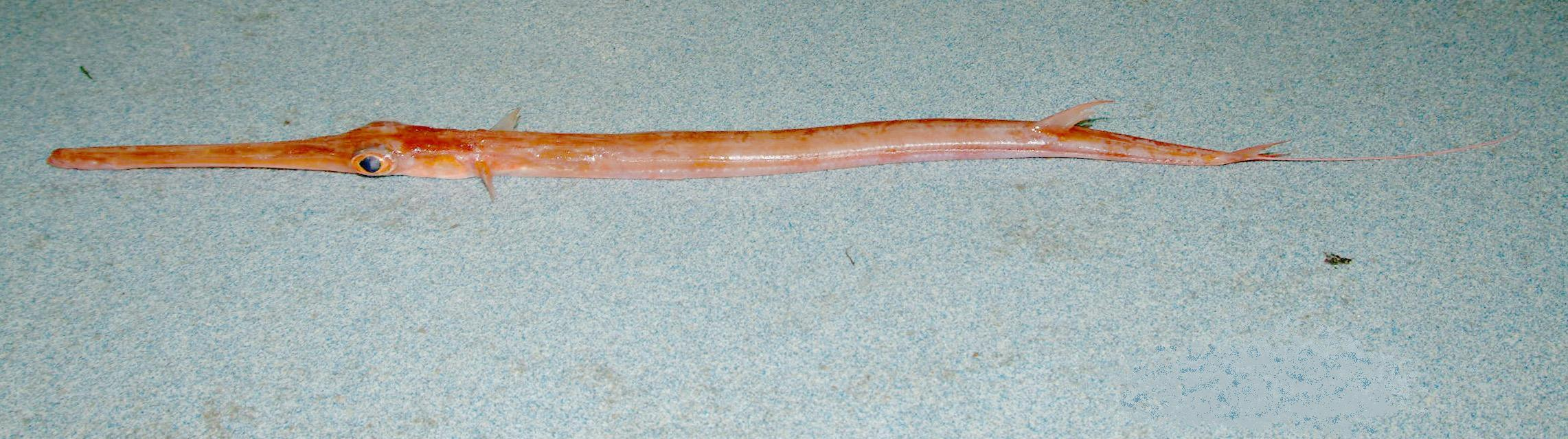
Fistularia tabacaria